# Gersemia mirabilis
Gersemia mirabilis is een zachte koraalsoort uit de familie Nephtheidae. De koraalsoort komt uit het geslacht Gersemia. Gersemia mirabilis werd in 1887 voor het eerst wetenschappelijk beschreven door Danielssen. 